# Sergio Rizzo
Sergio Rizzo (Ivrea, 7 settembre 1956) è un giornalista, saggista e politico italiano.

## Biografia
È nato a Ivrea da Giulio, giornalista proveniente da Viggianello, provincia di Potenza, e da Luigina Mutti, originaria di Edolo, provincia di Brescia.
Si è iscritto all'Ordine dei giornalisti il 2 dicembre 1980. Si è laureato in Architettura presso l'Università la Sapienza di Roma nel 1982.
La sua carriera giornalistica è iniziata nelle redazioni di Milano Finanza, Il Mondo e Il Giornale.
Dopo essere approdato al Corriere della Sera, Rizzo si è dedicato ad inchieste sui malaffari italiani, diventando una delle firme del quotidiano milanese. Dall'ottobre 2016 fino a giugno 2017 è responsabile della cronaca di Roma del Corriere.
È coautore con Gian Antonio Stella del libro-inchiesta sul mondo politico italiano La casta che, con oltre 1 200 000 copie e ben 22 edizioni, è stato uno dei volumi di maggior successo del 2007 e ha aperto un vasto dibattito sulla qualità della classe dirigente nazionale e sul suo rapporto con i cittadini-elettori.
Dal 7 agosto del 2015 Sergio Rizzo è cittadino onorario di Viggianello.
Il 14 giugno 2017 è stato annunciato il suo passaggio dal Corriere della Sera a La Repubblica, in qualità di vicedirettore. L'11 novembre 2021 lascia La Repubblica, dichiarando di essere stato costretto ad andare in pensione.

## Opere
- In nome della rosa. La storia gloriosa e tormentata, quasi una dynasty all'italiana, della casa editrice fondata da Arnoldo Mondadori: dai lontani inizi del 1907 alle ultime, burrascose vicende che hanno coinvolto eredi litigiosi, magnati della finanza e personaggi politici, con Franco Bechis, Roma, Newton Compton, 1991. ISBN 978-88-77-80066-4.
- I nuovi marchi, con Stefano Sandri, Ipsoa, 2002. ISBN 978-88-21-71756-7.
- La casta. Così i politici italiani sono diventati intoccabili, con Gian Antonio Stella, Milano, Rizzoli, 2007. ISBN 978-88-17-01714-5.
- La deriva. Perché l'Italia rischia il naufragio, con Gian Antonio Stella, Milano, Rizzoli, 2008. ISBN 978-88-17-02562-1.
- Rapaci. Il disastroso ritorno dello Stato nell'economia italiana, Milano, Rizzoli, 2009. ISBN 978-88-17-03049-6.
- La cricca. Perché la Repubblica italiana è fondata sul conflitto d'interessi, Milano, Rizzoli, 2010. ISBN 978-88-17-03987-1.
- La storia della Cricca raccontata sul Corriere della Sera da Fiorenza Sarzanini e Sergio Rizzo, Milano, RCS Periodici, 2010.
- La educación de la clase política en Europa, con Gian Antonio Stella, in Los laberintos de la educación, Barcelona, Gedisa, 2011.
- Vandali. L'assalto alle bellezze d'Italia, con Gian Antonio Stella, Milano, Rizzoli, 2011. ISBN 978-88-17-05027-2.
- Licenziare i padreterni. L'Italia tradita dalla casta, con Gian Antonio Stella, Milano, Rizzoli, 2011. ISBN 978-88-17-05402-7.
- Così parlò il Cavaliere. Nuovo dizionario del berlusconismo spinto, con Gian Antonio Stella, Milano, Rizzoli, 2011. ISBN 978-88-17-05550-5.
- Batman & Co. Protagonisti e retroscena dello scandalo che ha travolto il Lazio. E fa tremare l'Italia, con Ernesto Menicucci, Milano, Corriere della Sera, 2012.
- Razza stracciona. Uomini e storie di un'Italia che ha perso la rotta, Milano, Rizzoli, 2012. ISBN 978-88-17-06268-8.
- Se muore il Sud, con Gian Antonio Stella, Milano, Feltrinelli, 2013. ISBN 978-88-07-07032-7.
- Ciclone Grillo, genesi e ascesa di un movimento, con Francesco Alberti, Emanuele Buzzi, Gian Antonio Stella, Aldo Grasso, Marco Imarisio e Monica Zicchiero, Milano, RCS MediaGroup, Divisione quotidiani, 2013. ISBN 978-88-61-26309-3.
- Onorevoli e no, Corriere della Sera, 2013. ISBN 978-88-61-26415-1.
- Da qui all'eternità, Milano, Feltrinelli, 2014. ISBN 978-88-07-17285-4.
- La repubblica dei brocchi, Milano, Feltrinelli, 2016. ISBN 9788807173127.
- Il pacco. Indagine sul grande imbroglio delle banche italiane, Feltrinelli, 2018. ISBN 978-88-07-17336-3.
- 02.02.2020. La notte che uscimmo dall'euro. Feltrinelli, 2018. ISBN 9788807173516.
- La memoria del criceto. Viaggio nelle amnesie italiane, Feltrinelli, 2019, ISBN 8807173638.
- Riprendiamoci lo stato. Come l'Italia può ripartire, con Tito Boeri, Feltrinelli, 2020. ISBN 978-88-07-17384-4.
- Potere assoluto. I cento magistrati che comandano in Italia, Solferino, 2022. ISBN 978-88-282-0853-2.
- Il Titanic delle Pensioni. Perché lo stato sociale sta affondando, Solferino, 2023. ISBN 978-88-282-1267-6.